# Herbert Gurschner
Herbert Gurschner (* 27. August 1901 in Innsbruck; † 10. Januar 1975 in London) war ein österreichischer Maler und Grafiker.

## Leben
Herbert Gurschner wurde am 27. August 1901 in Innsbruck geboren. Seine Onkel waren die Bildhauer Emil und Gustav Gurschner. 1917 besuchte er die kunstgewerbliche Fachschule in Innsbruck und hatte seine erste Ausstellung. Zwischen 1918 und 1920 studierte er an der Kunstakademie München. Danach hatte er weitere Ausstellungen in Innsbruck.
1924 heiratete er die verwitwete englische Adelige Dolores Cherwadsky-Damarkow, durch die er Verbindungen zu Londoner Künstler- und Sammlerkreisen knüpfte. 1929 hatte er seine erste Ausstellung in der Londoner Fine Art Society. Zwei Jahre später zeigte er eine weitere Ausstellung in der Fine Art Society und schaffte den künstlerischen Durchbruch in England. Im Anschluss konnte er mehrere Ausstellungen in ganz Großbritannien eröffnen. Herbert Gurschner fand Zugang zu Adels-, Diplomaten- und Wirtschaftskreisen und konnte seine Werke unter anderem in New York City ausstellen.
1937 wurden in der Nazi-Aktion „Entartete Kunst“ aus der Städtischen Galerie Nürnberg ein Selbstbildnis Gurschners (Öl, 1924) beschlagnahmt und vernichtet.
Zu der Zeit des Zweiten Weltkriegs erlangte Gurschner die britische Staatsbürgerschaft und diente in der britischen Armee. In dieser Zeit lernte er seine spätere zweite Frau kennen, die Schauspielerin Brenda Davidoff, mit der er in London lebte.
In den Nachkriegsjahren stellte Gurschner nur noch vereinzelt aus und konzentriert sich stattdessen auf die Bühnenbildgestaltung (unter anderem für das Royal Opera House, Globe Theatre und Hammersmith Apollo).
Am 10. Januar 1975 starb Gurschner in London.

## Ausstellungen
- Innsbruck (Kunstsalon Unterberger), 1920
- London und Chicago (Artist Guild), 1925
- London (Fine Art Society), 1929
- Venedig (Biennale Venedig), 1929
- Ausstellungstournee durch England, 1932
- Wien, Retrospektive Kunsthandel Widder, 2000
- Innsbruck, Stadtarchiv & Stadtmuseum Innsbruck, 2002